# Войводень (Селаж)
Войводень, Войводені (рум. Voivodeni) — село у повіті Селаж в Румунії. Входить до складу комуни Драгу.
Село розташоване на відстані 357 км на північний захід від Бухареста, 32 км на південний схід від Залеу, 33 км на північний захід від Клуж-Напоки.

## Населення
За даними перепису населення 2002 року у селі проживали 420 осіб.
Національний склад населення села:
| Національність | Кількість осіб | Відсоток |
| -------------- | -------------- | -------- |
| румуни         | 245            | 58,3%    |
| цигани         | 175            | 41,7%    |

Рідною мовою назвали:
| Мова      | Кількість осіб | Відсоток |
| --------- | -------------- | -------- |
| румунська | 257            | 61,2%    |
| циганська | 163            | 38,8%    |